# なにわ歯科衛生専門学校
なにわ歯科衛生専門学校（なにわ しかえいせい せんもんがっこう）は、大阪府大阪市北区にある私立の専修学校である。修業年限は3年間。歯科衛生士を育成する。運営者は学校法人平成医療学園。

## 概要
前身は、学校法人大阪産業大学が大阪市福島区で運営していた大阪産業大学附属歯科衛生士学院専門学校。2009年（平成21年）に経営が学校法人平成医療学園へ移管され校名変更。北区へ移転された。大阪府済生会中津病院の対面に位置している。

## 沿革

### 年表
（年表の主な出典は公式サイトの沿革・歴史のページ）
- 1982年（昭和57年） - 11月、「大阪産業大学附属歯科衛生士学院」設立
- 1983年 - 3月、「大阪産業大学附属歯科衛生士学院」設置（歯科衛生士養成所として厚生大臣から指定）
- 1987年 - 3月、「大阪産業大学附属歯科衛生士学院専門学校」設置
- 1991年（平成3年） - 4月、校名を「大阪産業大学附属歯科衛生士学院専門学校」に変更
- 2007年 - 5月、学校法人平成医療学園との協力提携を締結
- 2009年 - 4月、学校法人大阪産業大学から学校法人平成医療学園へ経営を移管。校名を「なにわ歯科衛生専門学校」に変更
- 2010年 - 全面改装した大深校舎へ移転（北区大深町の現在地）。修業年限を3年制に改める
- 2013年 - 4月、夜間部を併設

## 基礎データ

### 学科
- 歯科衛生士

### 交通アクセス
鉄道
- 阪急電鉄中津駅より南東へ300m（徒歩で約4分）またはOsaka Metro御堂筋線（地下鉄）中津駅より南西へ550m（徒歩で約7分）
- 阪急 大阪梅田駅（茶屋町口）より北西へ500m（徒歩で約6分）
- 阪神 大阪梅田駅より北西へ1.1km（徒歩で約14分）
- Osaka Metro御堂筋線梅田駅より北西へ650m（徒歩で約8分）
- JR大阪駅より北西へ750m（徒歩で約9分）

### 前身の大阪産業大学附属歯科衛生士学院専門学校

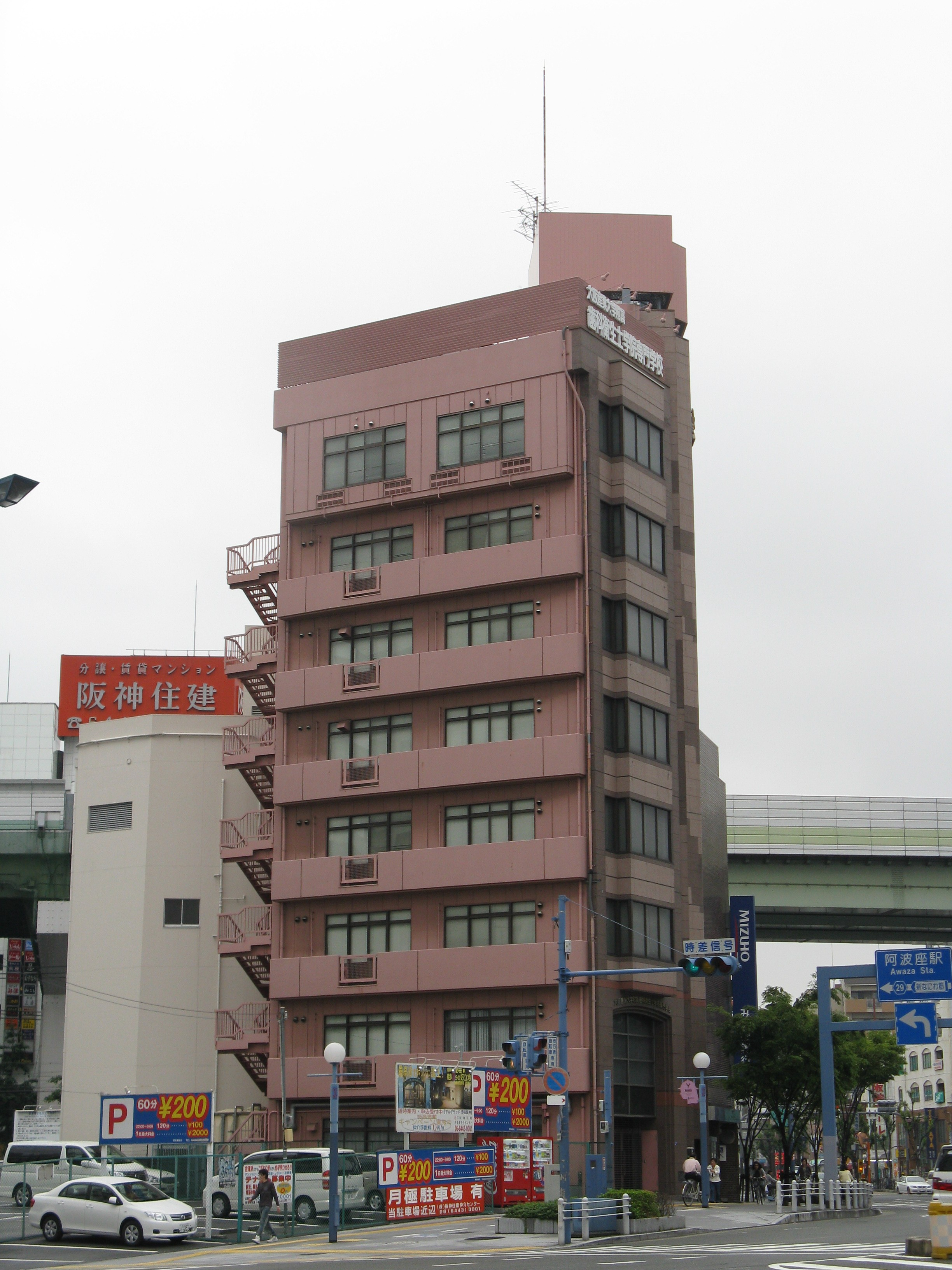
前身の「大阪産業大学附属歯科衛生士学院専門学校」の校舎（福島区、2008年〈平成20年〉5月撮影）

前身の「大阪産業大学附属歯科衛生士学院専門学校」は（平成12年）7月から大阪産業大学への編入制度も導入されていた。
所在地
- 〒553-0006 大阪市福島区吉野一丁目22番18号

交通アクセス（最寄り駅）
- Osaka Metro千日前線野田阪神駅・JR東西線海老江駅